# Дуонг Самоль
Дуонг Сам Оль (кхмер. ដួង សាំអុល; 15 марта 1919, Лолок Сор, провинция Поусат, Камбоджа — 5 августа 2009, Ланьи, Франция) — камбоджийский военный и политический деятель, министр обороны Камбоджи (1966—1968), генерал королевских ВВС Камбоджи. Сианукист, член Политбюро ЦК НЕФК (1970—?).

## Биография
Дуонг Самоль родился 15 марта 1919 года в Лолок Сор, провинция Поусат, Камбоджа. Отец — Дуонг, мать — Ом (прим. ред. — в источнике указаны только фамилии).
В 1960-е годы занимал должность заместителя главнокомандующего Королевских вооружённых сил Камбоджи (ФАРК), министр национальной обороны Камбоджи (1966—1968).
18 марта 1970 года в Камбодже произошел государственный переворот, в результате которого принц Нородом Сианук оказался низложен. Незадолго до этого генерал Дуонг Самоль вместе с супругой посетили Пекин. После путча Дуонг Самоль поддержал свергнутого Сианука и был назначен министром военной техники и вооружения королевского правительства в изгнании. Во время гражданской войны в Камбодже 1970—1975 гг. большую часть времени находился в Пекине и в боевых действиях как таковых участия не принимал.
После победы Красных Кхмеров в апреле 1975 года Дуонг Самоль вернулся в Камбоджу. По прибытии он и еще несколько других сианукистов (среди которых были Сарин Чак, Анг Ким Хоан и др.) были помещены в следственный изолятор Боунг Трабек, известный под кодовым названием B-32, главой которого в годы правления Красных Кхмеров был Хор Намхонг.
Жил в эмиграции во Франции. Скончался 5 августа 2009 года в одной из больниц Ланьи, в возрасте 93 лет.

## Личная жизнь
Супруга — Нем Наван (англ. Nem Navan), в браке с 29 июня 1944 года.